# Afterleistlinge
Die Afterleistlinge (Hygrophoropsis) sind eine Pilzgattung aus der Ordnung der Dickröhrlingsartigen (Boletales).
Die Typusart ist der Falsche Pfifferling (Hygrophoropsis aurantiaca).

## Merkmale

### Makroskopische Merkmale
Der 0,5–7(–10) cm breite Hut ist zunächst gewölbt, aber bald schon ausgebreitet bis niedergedrückt oder fast trichterförmig. Der Rand ist jung eingerollt. Die trockene Oberfläche hat eine samtige bis feinfilzige, seltener auch eine feinfaserig-schuppige Struktur. Das Farbspektrum reicht von weißlich über hellgelb, cremeocker und orange bis hin zu rosa und orange- bis tabakbraun. Die engstehenden Lamellen gabeln sich mehrfach, erscheinen bisweilen etwas aderig und laufen am Stiel herab. Sie können dieselbe Farbpalette wie der Hut aufweisen bis hin zu ziegelrötlichen Tönen. Darüber hinaus lassen sie sich leicht vom Hutfleisch ablösen. Der Stiel steht manchmal etwas exzentrisch. Der Fruchtkörper besteht aus weichem, saftlosem Fleisch. Das Sporenpulver ist weiß bis blass cremeocker gefärbt.

### Mikroskopische Merkmale
Die zystidenlose Fruchtschicht besteht aus kleinen Basidien, an denen 3,5–11(–13) cm lange, glattwandige Sporen ohne Keimporus heranreifen – sie haben eine fast kugelige, ovale, elliptische oder zylindrische Form. Sie verfärben mit Iodlösung weinrot (dextrinoid). Die Zellwände lassen sich mit Baumwollblau violett anfärben (cyanophil). Die Pilzfäden besitzen Schnallen an den Querwänden. Die Lamellentrama ist regulär aufgebaut. Die Huthaut besteht aus radiären, liegenden Hyphen. Bei einigen Arten ist sie in der Mitte ein Trichoderm.

## Ökologie
Bei den Afterleistlingen handelt es sich um Saprobionten auf Wald- und Wiesenböden, seltener wachsen sie auch direkt an morschen Baumstümpfen und Holzabfällen wie z. B. Rindenschrot. Sie verursachen eine Braunfäule.

## Arten
Für Europa sind folgende Taxa bekannt bzw. zu erwarten.
| Afterleistlinge (Hygrophoropsis) in Europa |                                              |                                       |
| \| Deutscher Name \| Wissenschaftlicher Name \| Autorenzitat \| \| ------------------------------ \| -------------------------------------------- \| ------------------------------------- \| \| Falscher Pfifferling \| Hygrophoropsis aurantiaca \| (Wulfen 1781 : Fries 1821) Maire 1929 \| \| Weißblättriger Afterleistling \| Hygrophoropsis aurantiaca f. albida \| \| \| Schwarzfilziger Afterleistling \| Hygrophoropsis aurantiaca var. atrotomentosa \| Jaccottet 1930 \| \| Milchweißer Afterleistling \| Hygrophoropsis aurantiaca var. lactea \| (Fr. 1821) Corner 1966 \| \| Schwarzfüßiger Afterleistling \| Hygrophoropsis aurantiaca var. nigripes \| (Pers. 1801) Kühner & Romagn. 1953 \| \| Schuppiger Afterleistling \| Hygrophoropsis fuscosquamula \| P.D. Orton 1960 \| \| Großsporiger Afterleistling \| Hygrophoropsis macrospora \| (D.A. Reid 1972) Kuyper 1996 \| \| Ockergelber Afterleistling \| Hygrophoropsis ochraceolutea \| Contu & Bon 1991 \| \| Braunroter Afterleistling \| Hygrophoropsis rufa \| (D.A. Reid) Knudsen 2008 \| |                                              |                                       |
| Deutscher Name | Wissenschaftlicher Name                      | Autorenzitat                          |
| Falscher Pfifferling | Hygrophoropsis aurantiaca                    | (Wulfen 1781 : Fries 1821) Maire 1929 |
| Weißblättriger Afterleistling | Hygrophoropsis aurantiaca f. albida          |                                       |
| Schwarzfilziger Afterleistling | Hygrophoropsis aurantiaca var. atrotomentosa | Jaccottet 1930                        |
| Milchweißer Afterleistling | Hygrophoropsis aurantiaca var. lactea        | (Fr. 1821) Corner 1966                |
| Schwarzfüßiger Afterleistling | Hygrophoropsis aurantiaca var. nigripes      | (Pers. 1801) Kühner & Romagn. 1953    |
| Schuppiger Afterleistling | Hygrophoropsis fuscosquamula                 | P.D. Orton 1960                       |
| Großsporiger Afterleistling | Hygrophoropsis macrospora                    | (D.A. Reid 1972) Kuyper 1996          |
| Ockergelber Afterleistling | Hygrophoropsis ochraceolutea                 | Contu & Bon 1991                      |
| Braunroter Afterleistling | Hygrophoropsis rufa                          | (D.A. Reid) Knudsen 2008              |

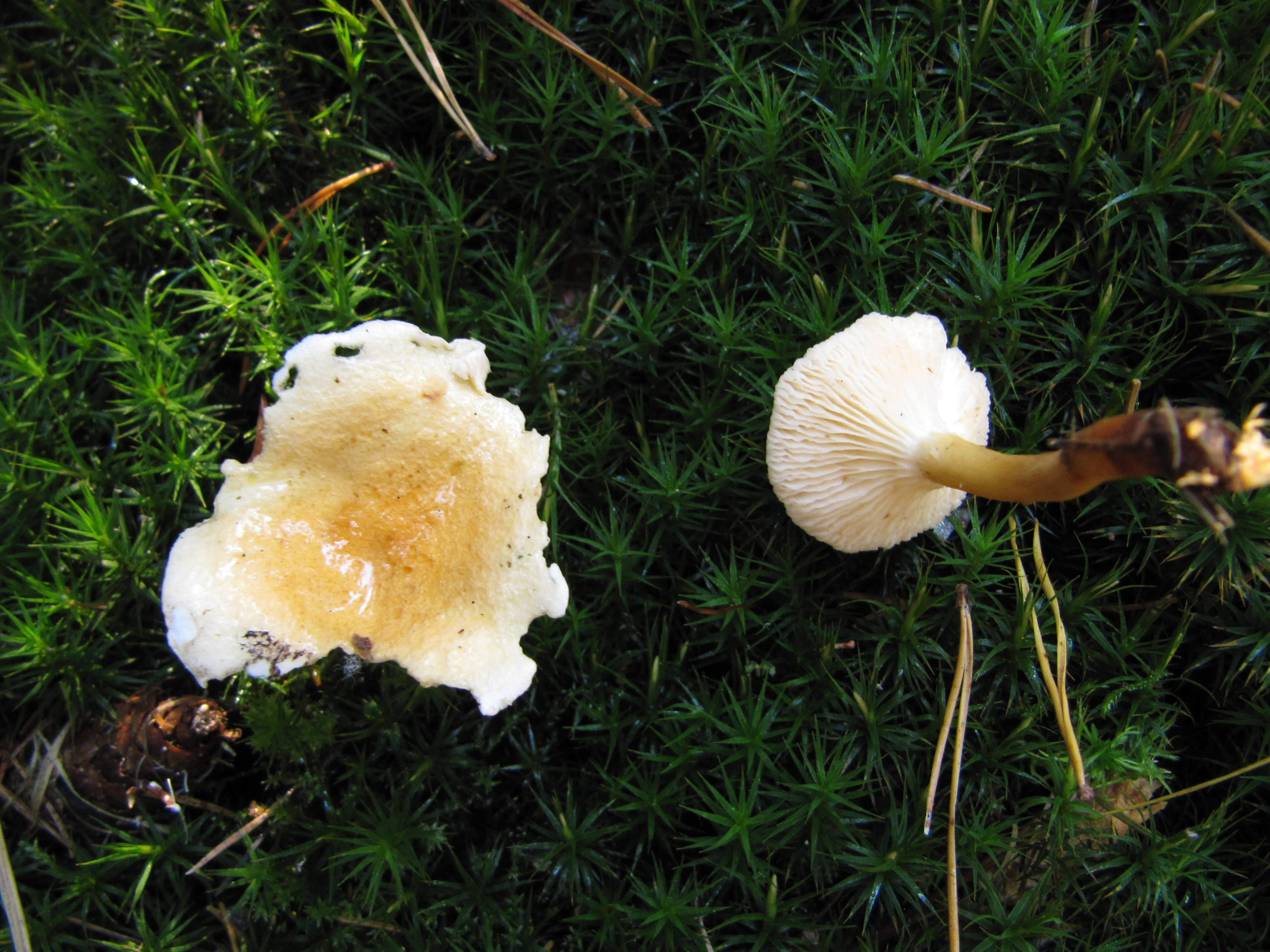
Weißblättriger Afterleistling (Hygrophoropsis aurantiaca f. albida)
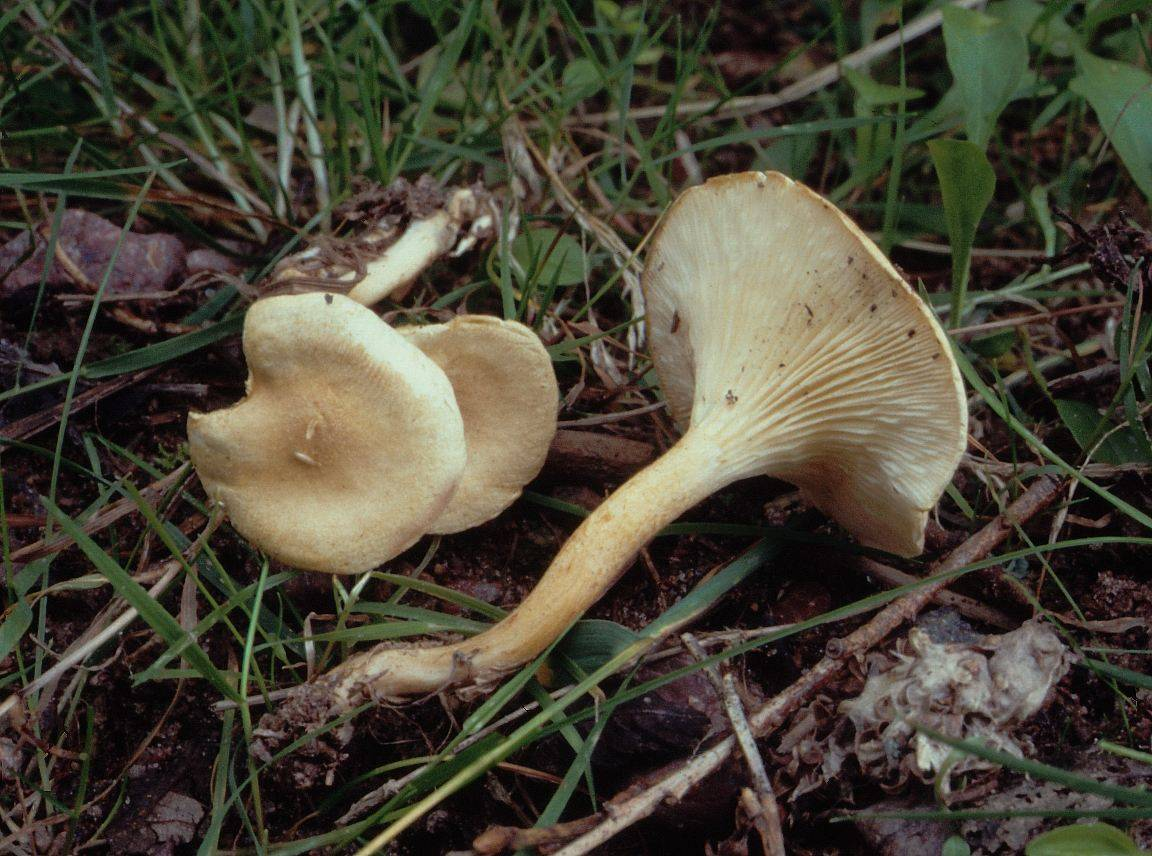
Großsporiger Afterleistling (Hygrophoropsis macrospora)
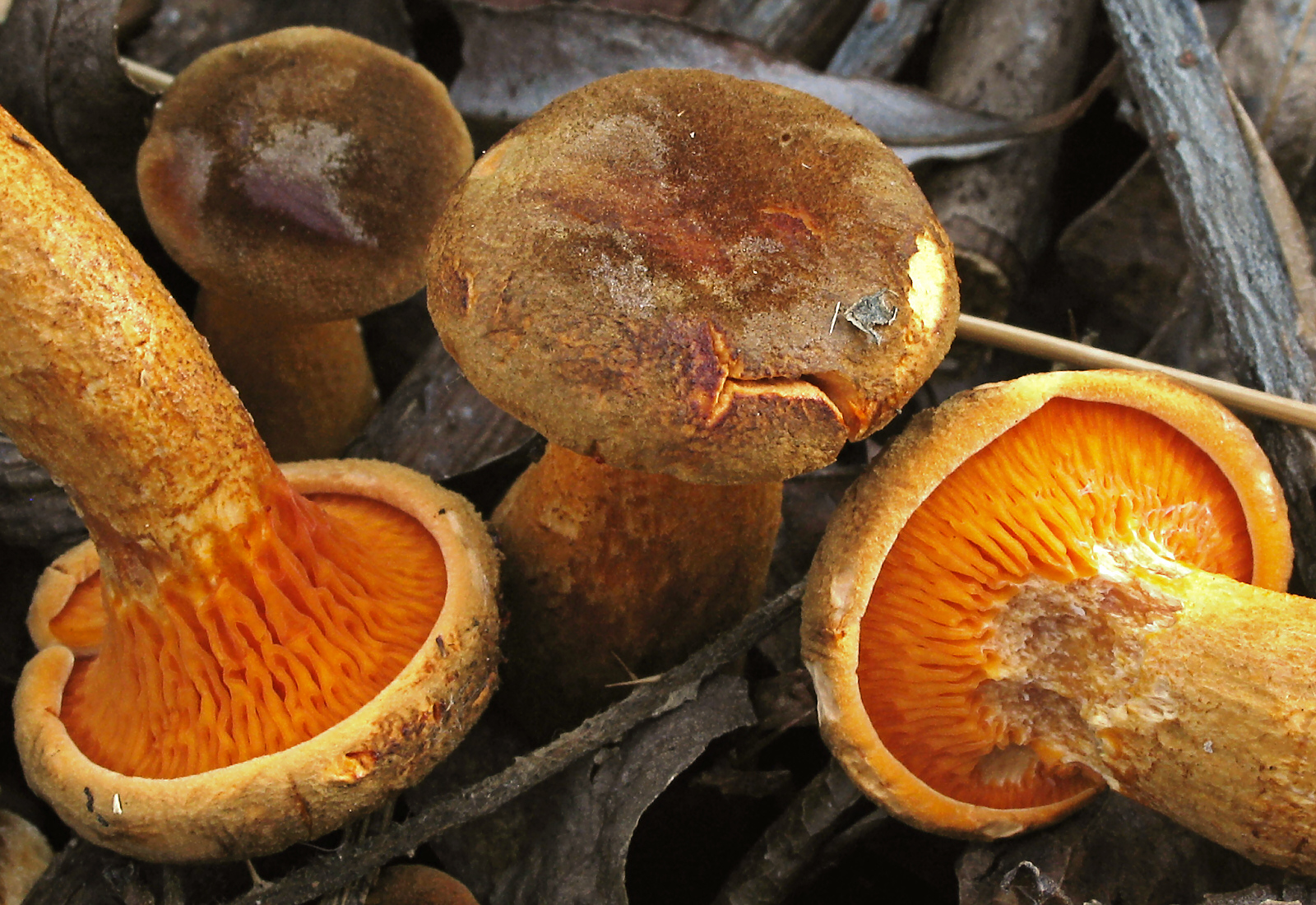
Braunroter Afterleistling (Hygrophoropsis rufa)

### Ehemalige Arten
Der Duftende Afterleistling (Aphroditeola olida, ehemals Hygrophoropsis morganii) wird inzwischen in der eigenständigen Gattung Aphroditeola geführt, weil er verwandtschaftlich zur Familie der Schnecklingsverwandten in der Ordnung der Champignonartigen zählt und anders als die „echten“ Afterleistlinge keine dextrinoiden Sporen besitzt.

## Bedeutung
Als Speisepilze kommen die Afterleistlinge aufgrund ihres minderen Werts oder seltenen Vorkommens nicht in Betracht. Der Falsche Pfifferling wird manchmal gegessen, kann aber bei empfindlichen Personen Magen-Darm-Beschwerden verursachen.